# Valonia
Regiunea valonă (în franceză Région wallonne, în germană Wallonische Region, în neerlandeză Waals Gewest), numită în mod curent Valonia (în franceză Wallonie, în valonă Walonreye, în germană Wallonien, în neerlandeză Wallonië), este o regiune din nordul-vestul Europei, una dintre componentele statului federal Belgia. Valonii vorbesc cu preponderență franceza și mai puțin valona.

## Istorie
În anul 54 î.Hr. Cezar cucerește regiunea în timpul campaniei sale din Galia și o integrează provinciei Gallia Belgica. Regiunea era ocupată de o populație formată din triburi celte și germanice cunoscute sub denumirea de belgi. În secolul al V-lea regiunea este ocupată de triburi germanice și aceasta intră treptat în componența Imperiului Carolingian. Până în secolul al XIV-lea regiunea intră în posesia ducilor de Burgundia, cu excepția Principatului episcopal Liège care are o existență mai mult sau mai puțin independentă. În 1477 linia acestora se stinge, regiunea intrând în posesia habsburgilor. Din 1556 întreaga regiune intră sub tutela ramurii spaniole a casei de Habsburg, iar din 1713 aceasta intră sub tutela ramurii austriece. În toată această perioadă regiunea devine renumită pentru tehnicile de extragere și de prelucrare a metalelor și datorită artei mosane.
După începutul Revoluției franceze din 1789 regiunea intră treptat în zona de influență a Franței, fiind încorporată definitiv teritoriului Primei Republici Franceze în 1795. Vechea organizare teritorială feudală a fost înlăturată și regiunea a fost organizată în departamente (Jemmapes, Ourthe, Sambre-et-Meuse, Forêts și Dyle) și comune.
În 1815, în urma Congresului de la Viena de după înfrângerea lui Napoleon Bonaparte, Valonia este atribuită noului stat Regatul Unit al Țărilor de Jos. Faptul că noul stat era neerlandofon, precum și politicile sociale, economice și religioase ale regelui protestant Wilhelm I al Țărilor de Jos au făcut ca burghezia și clerul regiunii să susțină Revoluția Belgiană din 1830 care a dus la formarea Regatului Belgiei. În urma Tratatului de la Londra din 1839, independența noului stat este recunoscută
Valonia a fost ocupată în Primul Război Mondial de trupele germane și în al Doilea Război Mondial de trupele naziste. În perioada postbelică, datorită tensiunilor dintre comunitatea francofonă și comunitatea flamandă, a avut loc o reorganizare a statului începând din anii 1960 într-o federație care să țină cont de aspectele identitare și culturale diferite ale regiunilor Belgiei.
Mișcarea valonă afirmă că, după epoca romană, Valonia (Wallonia) a fost încontinuu o țară romanică, sub forma unei enclave rămase latină în sânul Europei germanice. Cartea La Wallonie, terre romane, semnată de Félix Rousseau, începe în felul următor:
« Depuis des siècles, la terre des Wallons est une terre romane et n'a cessé de l'être. Voilà le fait capital de l'histoire des Wallons qui explique leur façon de penser, de sentir, de croire. D'autre part, dans l'ensemble du monde roman, la terre des Wallons, coincée entre des territoires germaniques, occupe une position spéciale, une position d'avant-garde. En effet, une frontière de près de trois cents kilomètres sépare ces extremi Latini des Flamands au Nord, des Allemands à l'Est.»
" De secole, țara valonilor este o țară romană și nu a încetat să fie. Iată faptul capital al istoriei valonilor care explică felul lor de a gândi, de a simți, de a crede. Pe de altă parte, în ansamblul lumii romane, țara valonilor, înghesuită între teritorii germanice, ocupă o poziție specială, o poziție de avangardă. În fapt, acești extremi Latini sunt separați printr-o frontieră de trei sute de kilometri de flamanzii din nord și de germanii din est"

## Guvern și politică
Regiunea valonă are o populație de aproximativ 4 milioane de locuitori și are autoritate în chestiuni legate de teritoriu: economie, agricultură, lucrări publice, energie, transport, politica de gestionare a apei, a mediului, a locuințelor, planificarea orașelor și regională, conservarea naturii și comerțul exterior. De asemenea regiunea supraveghează provinciile, comunele și companiile de utilități intercomunale.
Din anii 1970 partidele politice din Belgia sunt organizate pe criterii lingvistice, neexistând partide politice majore naționale. În Valonia, principalele partide politice ce moștenesc partidele istorice belgiene sunt: Centrul Democrat Umanist (cdH), Mișcarea Reformatoare (MR) și Partidul Socialist (PS). În ultima jumătate de secol, au apărut numeroase partide noi cum ar fi partidul ecologist Ecolo și partidul naționalist Frontul Național (FN).

## Diviziuni administrative
Regiunea valonă acoperă 16.844 km² și conține 262 comune. Este divizată din punct de vedere administrativ în 5 provincii:
| Idx | Provincie                        | Capitală | Suprafață | Populație (2011) | Densitate | Harta |
| --- | -------------------------------- | -------- | --------- | ---------------- | --------- | ----- |
| 1   | Brabantul Valon (Brabant Wallon) | Wavre    | 1.093     | 382.866          | 350,3     |       |
| 2   | Hainaut                          | Mons     | 3.800     | 1.317.284        | 346,6     |       |
| 3   | Liège                            | Liège    | 3.844     | 1.077.203        | 280,2     |       |
| 4   | Luxemburg (Luxembourg)           | Arlon    | 4.443     | 271.352          | 61,1      |       |
| 5   | Namur                            | Namur    | 3.664     | 476.835          | 130,1     |       |

## Geografie și climat
Climatul este temperat maritim cu precipitații importante de-a lungul anului. Temperatura medie lunară variază între 3 °C în ianuarie și 18 °C în iulie; precipitațiile medii lunare variează între 65 mm în ianuarie și 78 mm în iulie.

## Economie
PIBul pe cap de locuitor al Regiunii valone era de 19.858 euro în 2004.
Valonia a fost una dintre primele regiuni Europa Continentală care a trecut printr-o perioadă de revoluție industrială la începutul secolului al XIX-lea. Până la jumătatea secolului al XX-lea regiunea minieră și metalurgică valonă din jurul orașelor Liège și Charleroi s-a dezvoltat puternic. Declinului industriei metalurgice și politicile economice mai liberale din Flandra au făcut ca centrul economic al Belgiei să se deplaseze dinspre regiunea minieră și metalurgică Valonia spre nord.
Belgia fiind membră fondatoare a UE, economia Valoniei este bine integrată în economia europeană. Din 2002 Euro a înlocuit francul belgian. Din 1922 Belgia și Luxemburgul formează o zonă economică comună, iar din 1944 aceste țări fac parte din zona economică Benelux.

## Demografie
Populația Regiunii valone era de 3.435.879  la începutul anului 2007. Charleroi, Liège, Namur și Mons sunt cele mai mari orașe din Valonia.

## Etimologie, simboluri și limbi regionale
Cuvântul franțuzesc Wallonia provine de la termenul Wallon, care la rândul lui vine din cuvântul ''Walh''. Walh este un cuvânt germanic vechi care era utilizat pentru a desemna un vorbitor de limbă celtică sau latină. Prima menționare a acestui cuvânt, din jurul anului 1842, face referire la lumea romanică în opoziție cu cea germanică. Doi ani mai târziu, este prima dată folosit pentru a desemna partea romanică a tinerei țări Belgia.
În 1886 scriitorul și militantul valon Albert Mockel a folosit acest cuvânt cu semnificație politică, pentru a-și sublinia apartenența culturală și regională, ca un răspuns la cuvântul flanders, folosit de mișcarea flamandă. Însă cuvântul Wallonia apăruse anterior în limba germanică și latină încă din secolul al XVII-lea.
Sporirea identității valone a impus mișcării valone alegerea unor simboluri tocmai pentru a se individualiza. Principalul simbol este cocoșul, denumit și cocoșul valon, care era utilizat pe scara largă pe arme și steaguri. Cocoșul a fost ales ca emblemă de Adunarea Valonă pe 20 aprilie 1913, fiind schițat de Pierre Paulus pe 3 iulie 1913.Astfel, steagul Valoniei reprezintă un cocoș de culoare roșie pe un fundal galben.
Imnul Valonie a fost scris de Theophile Bovy în anul 1900,iar în 1901 a fost compusă și muzica de către Louis Hillier, când de asemenea a fost adoptat sub numele de Cântecul Valonilor.Pe 21 septembrie 1913 a avut loc prima dată ziua națională a Valoniei la Verviers, cu ocazia comemorării participării valonilor la Revoluția belgiană din 1830. Aceasta are loc în a treia duminică, din luna septembrie. Cu această ocazie, Adunarea prezentă a ales ca și mottoValonia pentru totdeauna iar ca și strigăt Libertate.
În 1998 Parlamentul valon a adoptat oficial toate aceste simboluri cu excepția motto-ului și strigătului.
Franceza este principala limbă vorbită în Valonia. Germana este vorbită în exclusivitate de comunitatea germană prezentă aici, în special în estul Belgiei. Franceză vorbită în Belgia este similară cu cea vorbită în Franța, cu excepția unor cuvinte ca septante(70) și nonante(90) ale căror echivalență în franceză este soixante-dix și quatre-vingt-dix. De asemenea, există și un accent specific belgian, care este mult mai evident în zona Liege-ului.
Valonii în mod normal vorbesc o limbă romanică, din grupul limbilor d'oil. În Valonia in cea mai mare parte se vorbește valona, dar totodata se folosește și limba Picard in provincia Hainaut, in timp ce in Gaume(districtul Virton ) se mai vorbesc limbile specifice din Lorrain și Champagne.
De asemenea mai există și limbi regionale germanice, cum ar fi luxemburgheza folosită în special in districtul Arlon. Limbile regionale din Belgia sunt mult mai folosite și mai importante decât în Franța, fiind recunoscute oficial de guvern. Odată cu dezvoltarea învățământului în limba franceză, aceste limbi regionale au intrat intr-un declin continuu. În prezent chiar există o inițiativă menită să revigoreze dialectele valoneze, unele școli oferind chiar cursuri de limbă străină în valonă. Chiar valona este vorbită la unele emisiuni radio, insă cu toate acestea acest refort rămâne unul limitat.